# Starman (canção)
"Starman" é uma canção do músico britânico David Bowie, gravada em 4 de fevereiro de 1972 e lançada como single em abril do mesmo ano. A faixa foi tardiamente incluída no álbum The Rise and Fall of Ziggy Stardust and the Spiders from Mars, por insistência de Dennis Katz, da RCA Records, que ouvira uma demo e amara a canção, achando que seria um ótimo single. "Starman" substituiu um cover da faixa "Round and Round", de Chuck Berry, no disco.
A banda de rock gaúcha brasileira Nenhum de Nós gravou uma versão em português da música sob o título "O Astronauta de Mármore", incluída no álbum Cardume, lançado pela BMG Ariola, em 1989. Segundo Thedy Correa, vocalista da banda, em entrevista à revista Bizz, a canção foi apresentada ao próprio Bowie, que aprovou a versão.
A letra original escrita a mão por David Bowie, foi vendida por 203.500 libras (cerca de 1227 mil euros) num leilão no Reino Unido em 27 de setembro de 2022. O texto, que começou o leilão no valor de US$ 44.600 dólares, está escrito em tinta azul numa folha quadrada de formato A4. O manuscrito mostra as alterações feitas por Bowie, assim como as suas correções ortográficas.